# Leluchów (przystanek kolejowy)
Leluchów – nieczynny przystanek osobowy w Leluchowie, w województwie małopolskim, w Polsce.
Leluchów to ostatni przystanek linii kolejowej nr 96 biegnącej z Tarnowa. Oddalony jest 342 m od granicy ze Słowacją. Przy przystanku znajduje się niewielki budynek.
| Leluchów                                |  |                                     |
| Linia 96 Tarnów – Leluchów (146,032 km) |  |                                     |
| Muszyna Popradodległość: 4,263 km       |  | Granica Państwa odległość: 0,342 km |